# Зимові Дефлімпійські ігри 2011
XVII Зимові Дефлімпійські ігри мали пройти в м. Високі Татри, Словаччина, з 3 по 10 лютого 2011 року, проте у зв'язку з неготовністю спортивних об'єктів та порушеннями правил під час організування програми їх було скасовано.

## Вибір місця проведення
Високі Татри були обрані місцем проведення XVII Зимових Дефлімпійських ігор 4 лютого 2005 року на 39-му Конгресі Міжнародного Спортивного Комітету Глухих в австралійському Мельбурні. Змагання мали проходити з 18 по 26 лютого 2011 року. У змаганнях мало взяти участь 252 спортсмени з 18 країн.

## Підготування ігор та їх анулювання
Помітивши проблеми, пов'язані з вчасним приготуванням об'єктів до проведення ігор, у травні 2010 року, Американська Федерація Спорту Глухих заявила, що їх треба анулювати. Проте голова Національного Дефлімпійського Комітету Словаччини Яромир Руда переконав федерацію, що зовсім скоро все буде побудовано й завершено.
11 лютого 2011 року Високі Татри відвідала Тіффані Гранфос, виконавчий директор Міжнародного Спортивного Комітету Глухих, щоб прослідкувати за підготовкою і організацією ігор. Будучи вже на місці, Тіффані вирішив, що проводити ігри в таких умовах неможливо: спортивні об'єкти недобудовані, а сама організація на дуже мізерному рівні. У той же день, за тиждень до початку ігор, було офіційно повідомлено про скасування ігор. Американські, японські, російські та українські спортсмени вже встигли прибути до Словаччини і на місці дізнались про анулювання ігор.

## Суд
Яромира Руду було обвинувачено в крадіжці 1,7 млн євро. Під час проведення розслідування було доказано його вину. У 2013 році словацький суд засудив голову Дефлімпійського комітету Словаччини на 14,5 років позбавлення свободи. 

## Дисципліни
Змагання мали пройти з 7 спортивних дисциплін (4 - індивідуальні, 3 - командні).

### Індивідуальні
| - Швидкісний спуск - Лижні гонки |  | - Слалом - Сноубординг |

### Командні
| - Керлінг |  | - Лижна естафета |  | - Хокей |